# 霍尔迪·桑斯
霍尔迪·桑斯（西班牙語：Jordi Sans，1965年8月3日—），西班牙男子水球运动员。他曾代表西班牙参加1984年、1988年、1992年、1996年和2000年夏季奥林匹克运动会水球比赛，获得一枚金牌和一枚银牌。